# 탑데스크
탑데스크(TOPDESK)는 개인 및 기업 사용자 모두를 위한 무료 원격 제어 소프트웨어로, 특히 1:1 원격 연결을 통한 협업과 기술 지원을 목적으로 개발된 프로그램이다. 2024년부터 무료로 제공되기 시작했으며, 사용자가 회원 가입 없이 쉽게 설치하고 사용할 수 있는 것이 특징이다. 현재 마이크로소프트 윈도우에서만 지원되지만, 향후 더 많은 운영 체제에서 크로스 플랫폼 지원을 목표로 하고 있다.

## 주요 기능
- 1:1 원격 제어 (상대방의 화면을 제어 및 관람 가능)
- 양방향 파일 전송
- 클립보드 공유
- 다중 고해상도 모니터 지원
- 협업용 원격 지원 (멀티 세션)
- 종단간 암호화
- 공유기 포트포워딩 설정 없이 연결 지원
- 여러 모니터에서 동시 연결 지원

## 사용법
탑데스크는 애니데스크와 유사한 인터페이스를 제공하며, 설치 후 컴퓨터 번호를 통해 원격 접속을 시작할 수 있다. 사용자는 상대방의 컴퓨터 번호를 입력하고 연결 요청을 보내면, 상대방의 수락 후 원격 제어가 가능하다.

## 개발사
탑데스크는 티소프트에서 개발되었으며, 티소프트는 멀티 원격 제어 프로그램인 리모트티(RemoteT)의 제작사로도 알려져 있다. 티소프트는 개인과 기업이 쉽게 사용할 수 있는 원격 제어 소프트웨어를 제공하는 데 중점을 두고 있다.

## 배포 및 라이선스
탑데스크는 무료로 배포되며, 개인 및 비즈니스 용도로 모두 사용할 수 있다. 앞으로도 무료로 유지될 예정이며, 기능 추가와 성능 개선이 지속적으로 이루어질 예정이다.